# チャイム (YUKIの曲)
「チャイム」は、YUKIの配信限定シングル。シングル作品としては通算35作目となる。

## 概要
32ndシングル「フラッグを立てろ」から約7ヶ月ぶりとなる2018年第1弾シングル。
同年6月25日にiTunes、レコチョク、moraなどのサービスで配信開始された。
「ビスケット」「メッセージ」に続く3作目の配信限定シングルである。
NHK総合テレビ「あさイチ」のテーマソングとして書き下ろされ、2018年4月2日放送回からテーマソングとなっている。
YouTubeのオフィシャルチャンネルではリリックビデオが公開された。GYAO!ではリリックビデオのフルバージョンが2018年7月2日（月）12:00〜7月9日（月）11:59の期間限定で公開された。

## 収録曲
- チャイム
  - 作詞：YUKI／作曲：HALIFANIE